# Spogostylum perpusillum
Spogostylum perpusillum är en tvåvingeart som först beskrevs av Austen 1937.  Spogostylum perpusillum ingår i släktet Spogostylum och familjen svävflugor. Inga underarter finns listade i Catalogue of Life.